# Encyclia elegantula
Encyclia elegantula är en orkidéart som beskrevs av Robert Louis Dressler. Encyclia elegantula ingår i släktet Encyclia och familjen orkidéer. Inga underarter finns listade i Catalogue of Life.